# Isaszeg
Isaszeg là một thành phố thuộc hạt Pest, Hungary. Thành phố này có diện tích 54,83 km², dân số năm 2010 là 11346 người, mật độ 207 người/km².

## Thành phố kết nghĩa
- Gmina Bojanów, Ba Lan
- Cozmeni, Romania
- Kechnec, Slovakia
- Sânmartin, Romania
- Suza (Kneževi Vinogradi), Croatia
- Trstená, Slovakia